# Jan Bárta
Jan Bárta (Kyjov, 7 december 1984) is een Tsjechisch wielrenner die sinds 2018 voor de vanaf 2020 Elkov-Kasper geheten wielerploeg uitkomt. Zijn grootste succes in zijn carrière boekte hij in de Ronde van Oostenrijk 2009, waar hij in de vierde de beste van de kopgroep bleek. Hij staat vooral bekend als een aanvaller en tijdrijder.
In 2016 nam Bárta deel aan de wegwedstrijd op de Olympische Spelen in Rio de Janeiro, maar reed deze niet uit. Vier dagen later werd hij vijftiende in de tijdrit.

## Overwinningen
2003
 Tsjechisch kampioen op de weg, Beloften
2009
4e etappe Ronde van Oostenrijk
2012
2e etappe deel B (TTT) Internationale Wielerweek
5e etappe Internationale Wielerweek
Eindklassement Internationale Wielerweek
Ronde van Keulen
 Tsjechisch kampioen tijdrijden, Elite
2013
2e etappe Szlakiem Grodów Piastowskich
Eindklassement Szlakiem Grodów Piastowskich
 Tsjechisch kampioen tijdrijden, Elite
 Tsjechisch kampioen op de weg, Elite
2014
 Tsjechisch kampioen tijdrijden, Elite
2015
 Tsjechisch kampioen tijdrijden, Elite
2017
 Tsjechisch kampioen tijdrijden, Elite
2019
Eindklassement Ronde van Loir-et-Cher
Proloog Ronde van Hongarije
 Tsjechisch kampioen tijdrijden, Elite
2021
4e etappe Koers van de Olympische Solidariteit
Eindklassement Koers van de Olympische Solidariteit
2022
 Tsjechisch kampioen tijdrijden, Elite

## Resultaten in voornaamste wedstrijden
| Jaar | Ronde van Italië | Ronde van Frankrijk | Ronde van Spanje |
| ---- | ---------------- | ------------------- | ---------------- |
| 2009 |                  |                     |                  |
| 2010 |                  |                     |                  |
| 2011 |                  |                     |                  |
| 2012 | 65e              |                     |                  |
| 2013 |                  |                     | 96e              |
| 2014 |                  | 71e                 |                  |
| 2015 |                  | 25e                 |                  |
| 2016 |                  | 88e                 |                  |
| 2017 | 127e             |                     |                  |
| 2018 |                  |                     |                  |
| 2019 |                  |                     |                  |

| Jaar | Milaan-San Remo | Ronde van Vlaanderen | Parijs-Roubaix | Ronde van Lombardije | Cyclassics Hamburg |  | WK op de weg |  | Wereldranglijsten |
| ---- | --------------- | -------------------- | -------------- | -------------------- | ------------------ |  | ------------ |  | ----------------- |
| 2009 |                 |                      |                |                      |                    |  | 106e         |  |                   |
| 2010 |                 |                      |                |                      |                    |  |              |  |                   |
| 2011 |                 |                      | 73e            |                      | 139e               |  | opgave       |  |                   |
| 2012 |                 |                      |                |                      | 50e                |  | 59e          |  |                   |
| 2013 |                 |                      | 95e            |                      | 54e                |  | 54e          |  |                   |
| 2014 | 91e             | 31e                  | 131e           |                      | 42e                |  | 91e          |  |                   |
| 2015 | 121e            |                      |                | opgave               | 110e               |  | 97e          |  |                   |
| 2016 | 70e             | 85e                  | 88e            |                      |                    |  |              |  |                   |
| 2017 |                 |                      |                | 81e                  |                    |  | 79e          |  | 376e (UWT)        |
| 2018 |                 |                      |                |                      |                    |  |              |  |                   |
| 2019 |                 |                      |                |                      |                    |  | opgave       |  |                   |

## Ploegen
2005 –  Elk Haus-Simplon
2006 –  Elk Haus-Simplon
2008 –  Arbö-KTM-Junkers
2009 –  KTM-Junkers
2010 –  Team NetApp
2011 –  Team NetApp
2012 –  Team NetApp
2013 –  Team NetApp-Endura
2014 –  Team NetApp-Endura
2015 –  Bora-Argon 18
2016 –  Bora-Argon 18
2017 –  BORA-hansgrohe
2018 –  Elkov-Author
2019 –  Elkov-Author
2020 –  Elkov-Kasper
2021 –  Elkov- Kasper
2022 –  Elkov- Kasper
2023 –  Elkov- Kasper
Bárta · Gründlinger · Knopf · Kugler · Lechner · Nindl · Pavitschitz · Poll · R.Probst · S.Probst · Schipp · Singer · Stadler · Winter
Bárta · Gaszmayr · Gruen · Gründlinger · Hasibeder · Knopf · Kugler · Lechner · Nindl · Pavitschitz · Poll · Prengel · Probst · Singer · Winter
Bárta · 
Benedetti · 
Camaño · 
De la Cruz · 
Dempster · 
Downing · 
Eichler · 
Huzarski · 
Jarc ·   
Kluge ·   
König · 
Matzka · 
McEvoy ·
Mendes · 
Rowsell · 
Schillinger · 
Schorn · 
Schwarzmann · 
Thwaites · 
Voss · 
Wetterhall
Bárta · 
Benedetti · 
Bennett · 
Camaño · 
De la Cruz · 
Dempster · 
Huzarski · 
Jarc · 
König · 
Machado · 
Matzka · 
McEvoy · 
Mendes · 
Padour · 
Rowsell · 
Schillinger · 
Schorn · 
Schwarzmann · 
Thwaites · 
Voss  · 
Konrad (stagiair) · 
Krieger (stagiair) · 
Mühlberger (stagiair) 
Archbold · Bárta · Bauhaus · Benedetti · Bennett · Buchmann · Dempster · Huzarski · Konrad · Matzka · Mendes · Nerz · Pfingsten · Salerno · Schillinger · Schorn · Schwarzmann · Thurau · Thwaites · Voss · Mühlberger (stagiair) · Pöstlberger (stagiair)
Archbold · Bárta · Bauhaus · Benedetti · Bennett · Buchmann · Dempster · Herklotz · Huzarski · Konrad · Matzka · Mendes · Mühlberger · Nerz · Pfingsten · Pöstlberger · Schillinger · Schwarzmann · Selig · Thwaites · Voss
Ackermann · Archbold · Bárta · Baška · Benedetti · Bennett · Bodnar · Buchmann · Burghardt · Herklotz · Kolář · König · Konrad · Majka · McCarthy · Mendes · Mühlberger · Pelucchi · Pfingsten · Poljański · Pöstlberger · J. Sagan · P. Sagan    · Saramotins · Schillinger · Schwarzmann · Selig
Bárta · Bucháček · Černý · Hačecký · Kaňkovský · Konwa · Kukrle · Otruba · Polnický · Rajchart · Zahálka